# Веденяпин, Дмитрий Юрьевич
Дмитрий Юрьевич Веденяпин (род. 14 октября 1959, Москва) — русский поэт и переводчик. Лауреат Большой премии «Московский счёт» (2010).

## Биография
Дмитрий Юрьевич Веденяпин родился 14 октября 1959 года в Москве. Отец — педагог, мать — инженер.
Окончил Институт иностранных языков. Кандидат в мастера спорта по самбо, выигрывал первенство спортивного общества «Динамо» среди юниоров. Работал ночным сторожем, рабочим в геологических и археологических экспедициях, тренером по самбо, жонглером, преподавателем английского языка, читал лекции о русской литературе.

## Поэзия
Был близок к группе Московское время. Первые поэтические публикации состоялись в начале 1980-х годов в самиздате и тамиздате. Начиная с 1987 года публиковался в журналах «Новый мир», «Континент», «Знамя», «Октябрь», «Иностранная литература», «Студия», «Постскриптум», «Новая Россия», «Новая Юность» и др.

Главные черты поэзии Веденяпина — независимость и сила. Не та независимость, когда человек спорит с другими, а та, когда он прислушивается только к себе — или к чему-то в себе. Не та сила, с которой разгоняется словесный аппарат, а сила, с которой хочет превратиться именно в стихи какой-то независящий от автора опыт. И загадку стихов Веденяпина всегда составляло именно сочетание той силы непреложности, с какой в них с самого начала, то есть ещё с середины 1980-х, выявлялась, очерчивалась какая-то картина, и спокойствия, почти неподвижности самой этой картины: светлое пространство, кубическое или прямоугольное, в нём размещены отчетливо отдельные предметы, и по световому фону — то ли царапины, то ли иглы.
— Григорий Дашевский
В 2010 году голосованием московских поэтов избран лауреатом премии «Московский счёт» (за книгу стихов и прозы «Между шкафом и небом»).
Лауреат премии-стипендии Мемориального фонда Иосифа Бродского (2011).
В 2019 году стал первым лауреатом новой премии «Поэзия», присуждаемой за одно стихотворение, опубликованное годом раньше, разделив награду с Екатериной Симоновой.

## Перевод
Переводил с английского языка прозу Исаака Башевиса Зингера, Брюса Чатвина, Артура Миллера, Майкла Каннингема, стихи Александра Поупа, Томаса Харди, Карла Кролова и других английских и американских классических и современных поэтов. Веденяпину также принадлежит ряд поэтических переводов с других языков, в том числе таких поэтов, как Андре Шенье и Хаим-Нахман Бялик.
Перевод Веденяпиным романов Майкла Каннингема получил высокую оценку специалистов как выполненный с любовью к оригиналу и приближающийся к нему по речевой выразительности, хотя слабое знакомство переводчика с важной для Каннингема темой гомосексуальности и привело к ряду ошибок.

## Премии
- Большая премия «Московский счёт» (2010)
- Премия-стипендия Мемориального фонда Иосифа Бродского (2011)
- Премия «Поэзия» (2019)
- Премия «Пушкин и XXI век» (2020)[4]

## Семья
Сын — Юрий Веденяпин, преподаватель идиша на отделении ближневосточных языков и цивилизаций Гарвардского университета

## Книги
* Покров. — М.: Русский мир, 1993.
- Трава и дым. — М.: ОГИ, 2002.
- Между шкафом и небом [стихи и проза]. — М.: Текст, 2009.
- Что значит луч. — М.: Новое издательство, 2010
- Стакан хохочет, сигарета рыдает. — М.: Воймега, 2015.
- Домашние спектакли. — Самара: Засекин, 2015. — 90 с. — Поэтическая серия «Цирка „Олимп“ + TV»
- Ни для чего. — Ставрополь: Ставролит, 2022. — 88 с.; илл. — Серия «На Кавказе». ISBN 978-5-907161-55-9
- Веденяпин, Дмитрий. Обещание. — Париж: Éditions Tourgueneff, 2024. — 78 с. — ISBN 978-2-9586932-5-1.